# امپراتور چوکی
امپراتور چوکی (به ژاپنی: 長慶天皇 Chōkei-tennō)؛ بر اساس ترتیب سنتی جانشینی، نود و هشتمین امپراتور ژاپن بود. او از دوره موروماچی سلطنت کرد. نام شخصی او «یوتاناری» (寛成) بود و نام سلطنتی او تقریباً به «جشن طولانی» ترجمه می‌شود.